# Anna Netrebko
Anna Jurjevna Netrebko (přechýleně Netrebková, rusky Анна Юрьевна Нетребко; * 18. září 1971 Krasnodar) je ruská operní pěvkyně, sopranistka, spojená především s účinkováním na scénách Salcburského festivalu, Metropolitní opery, Vídeňské státní opery a londýnské Královské opery. Kariéru zahájila v Mariinském divadle, kam ji uvedl Valerij Gergijev. S dirigentem poté dlouhodobě spolupracovala. Světovou známost jí přinesla role Donny Anny v Mozartově Donu Giovannim na Salcburském festivalu 2002. Na jevištích vystupovala v lyrických a koloraturních sopránových rolích. Nevyhýbala se ani náročnějším romantickým partům 19. století, jakými se staly Leonora v Trubadúrovi či Lady Macbeth v Macbethovi. Od roku 2016 se začala orientovat na veristický repertoár. V roce 2015 se vdala za ázerbájdžánského tenora Jusifa Ejvazova, s nímž začala intenzivně koncertovat. Koncem června 2024 oznámili rozvod.
V roce 2002 se stala exkluzivní umělkyní vydavatelství Deutsche Grammophon. Za své výkony opakovaně vyhrála cenu Echo Klassik a časopis Time ji roku 2007 zařadil na seznam 100 nejvlivnějších lidí světa. V roce 2008 přijala titul lidová umělkyně Ruska.
Po ruské invazi na Ukrajinu koncem února 2022 sice slovně válku odsoudila, ale čelila kritice, že se nedistancovala od ruského prezidenta Vladimira Putina. Její plánované koncerty v Metropolitní opeře nebo Bavorské státní opeře v Mnichově pak byly jednostranně zrušeny. Svá další vystoupení se Netrebko sama rozhodla do odvolání odložit. Koncem března 2022 invazi znovu odsoudila a od dubna 2022 začala znovu vystupovat.

## Soukromý život

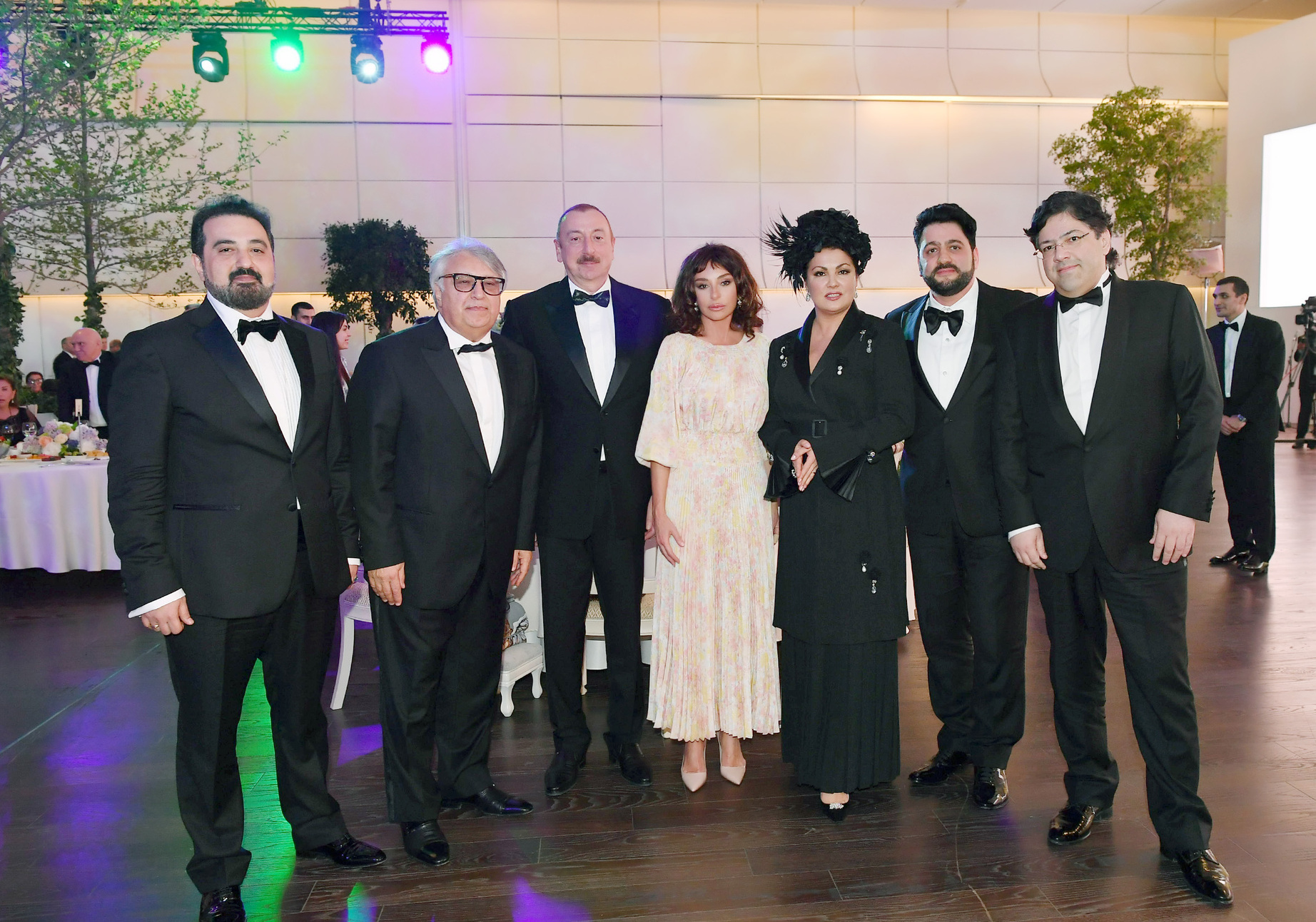
Anna Netrebko, její manžel Jusif Ejvazov a ázerbájdžánský prezident Ilham Alijev v květnu 2019

Narodila se a vyrůstala v Krasnodaru, městě na jihozápadě dnešní Ruské federace, kde se začala věnovat hudbě a zpěvu. Její matka Larisa Netrebko byla inženýrkou, otec Jurij Netrebko je povoláním geolog. Její předci byli kubánští kozáci, kteří byli na Kubáň přesídleni ruskými cary z ukrajinské  Záporožské Siče.
Do roku 2007 udržovala partnerský vztah s italským barytonistou Simonem Alberghinim. V prosinci 2007 se zasnoubila s uruguayským basbarytonistou Erwinem Schrottem, s nímž poprvé spolupracovala již v roce 2003. Během dubna 2008 oznámila sňatek, k němuž ve skutečnosti nikdy nedošlo. Syn Tiago Aruã Schrott se jim narodil 5. září 2008 ve Vídni. Druhé jméno „Aruã“ bylo odvozeno z řeči uruguayského indiánského kmene Charrúa, a znamená „cenný“ nebo „pokojný“. Během vztahu společně koncertovali, zvláště v Německu. V listopadu 2013 v ruské televizní show Pusť govorjat oznámila, že již se Schrottem žijí odděleně, když se kvůli mnoha angažmá na rozdílných místech světa vzájemně odcizili. Zároveň poprvé otevřeně promluvila o lehké formě synovy poruchy autistického spektra.
V roce 2011 ruský bulvární tisk spekuloval o jejím mileneckém vztahu s tehdejším ruským premiérem Vladimirem Putinem. Spekulace odmítla a uvedla, že by se jí ráda stala, když Putin je silní atraktivní muž s mužnou energií. Putina podpořila v předvolební kampani k prezidentským volbám v roce 2012. Její koncert na Rudém náměstí v centru Moskvy v červnu 2013 byl považován za poděkování od Kremlu za tuto podporu.
V únoru 2014 se při zkouškách před uvedením Pucciniho opery Manon Lescaut v Římě seznámila s ázerbájdžánským tenoristou Jusifem Ejvazovem, poté co byli obsazeni do hlavních rolí Manon Lescaut a rytíře des Grieux. Pět měsíců poté na Facebooku ohlásili své zasnoubení. Svatba se konala dne 29. prosince 2015 ve vídeňském paláci Coburg za přítomnosti otce Jurije Netrebka, její sestry Natalji a tenoristů Plácida Dominga s Piotrem Beczałou. Následná oslava probíhala v Lichtenštejnském paláci na Fürstengasse ve vídeňském Alsergrundu. Na konci června 2024 oznámili, že se rozvedli.
Netrebko žila v Petrohradě a poté v New Yorku. V březnu 2006 podala žádost o rakouské občanství. Po negativní reakci v ruských médiích uvedla, že si ruské občanství hodlá ponechat a její žádost byla motivována zejména snadnějším získání víz do Evropské unie. Občanství získala v srpnu 2006, udělení však musela schválit rakouská vláda, když Netrebko nesplňovala podmínky pro udělení rakouského občanství, mj. nežila v Rakousku a neuměla německy. V roce 2008 si pořídila také byt ve Vídni, kde se jí narodil první syn.
Přestože Netrebko invazi odsoudila, Ukrajina ji v lednu 2023 zařadila na sankční seznam 119 především kulturních osobností z Ruska za jejich „návštěvu okupovaných území po začátku ruské invaze na Ukrajině, účast na propagandistických koncertech nebo veřejnou podporu válce a Putinovu režimu“. Ukrajina zařadila Annu Nětrebkovou na svůj sankční seznam kvůli její podpoře Vladimíra Putina v prezidentských volbách v roce 2012.

## Operní dráha

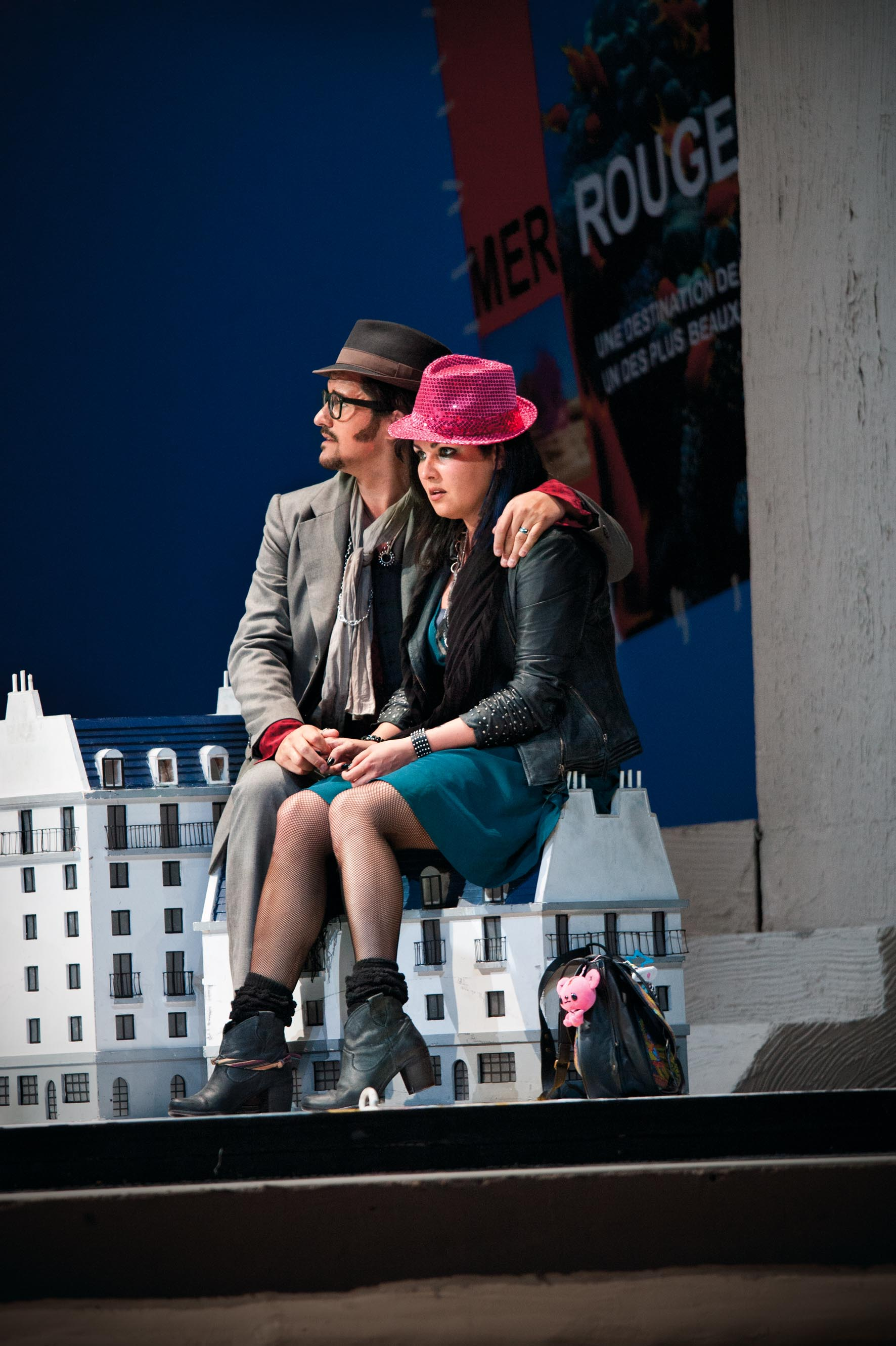
S polským tenoristou Piotrem Beczałou v Pucciniho opeře Bohéma, hudební festival v Salcburku 2012

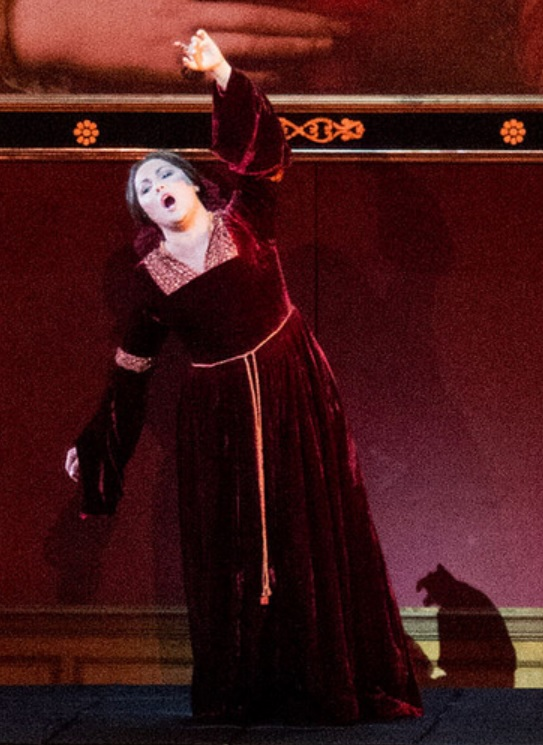
Jako Leonora v opeře Giuseppe Verdiho Il Trovatore, Salcburk 2014

Již v Krasnodaru se projevilo její výrazné pěvecké nadání. Byla sólistkou sboru Kubánští pionýři (Кубанская пионерия) při Paláci pionýrů a žáků Krasnodarského kraje. V mládí se věnovala také gymnastice a basketbalu. Na konzervatoři v Petrohradě, kterou nedokončila, ji vedla profesorka zpěvu Tamara Novičenková. V hlasové technice se posléze zdokonalovala také u italské sopranistky Renaty Scottové.
Aby se obeznámila s divadelním prostředím, pracovala nejdříve jako uklízečka v Mariinském divadle v Petrohradu. V roce 1993 vyhrála pěvecký konkurs M. I. Glinky a byla dirigentem a uměleckým ředitelem divadla Valerijem Gergijevem angažována jako sólistka. Zde poté ovládla obšírný repertoár. Již ve svých 23 letech zpívala titulní ženskou roli v Glinkově opeře Ruslan a Ludmila. V roce 1994 debutovala v Petrohradě jako Zuzana v Mozartově opeře Figarova svatba, v tomtéž roce pak v Rize zpívala Královnu noci v Mozartově Kouzelné flétně.
V roce 1995 debutovala v San Francisku rolí Ludmily v opeře Ruslan a Ludmila. I na ostatních světových operních scénách se stala známou jako interpretka ruských operních postav, vedle Ludmily např. jako Nataša z Prokofjevovy Vojny a míru.
Brzy velmi úspěšná byla především jako představitelka rolí ve stylu belcanto, a to jako Gilda ve Verdiho stěžejním díle Rigoletto, Mimì (nejprve Musette) v Pucciniho Bohémě a Julie v Gounodově opeře Romeo a Julie.
V roce 2002 debutovala v Metropolitní opeře jako Nataša v opeře Vojna a mír a na newyorské scéně začala pravidelně vystupovat. Významným milníkem její kariéry se stala role Donny Anny v Mozartově opeře Don Giovanni v rámci hudebního Salcburského festivalu 2002, díky níž se stala světově známou. Tutéž roli následující sezónu zpívala na scéně Královské opery v londýnském Covent Garden. V roce 2003 také vytvořila titulní postavu opery Gaetana Donizettiho Lucie z Lammermooru v Los Angeles a Violettu ve Verdiho opeře La traviata. Její album Opera Arias, z roku 2003 se zařadilo k nejprodávanějším nahrávkám klasické hudby.
Po krátké přestávce v důsledku mateřství v roce 2008 se vrátila do operního dění. Velký ohlas získala především její interpretace dramatické hlavní role v Donizettiho opeře Anna Bolena na scéně Vídeňské státní opery. Spolu s ní zde vystoupila lotyšská mezzosopranistka Elīna Garanča jako Giovanna Seymourová. Následně byla tato inscenace uvedena také v Metropolitní opeře.
V prosinci 2015 vystupovala v hlavní roli Verdiho opery Johanka z Arku na scéně divadla La Scala v Miláně. Tato opera je hrána poměrně zřídka, ve Scale byla dávána naposledy před 150 lety. Netrebko zde zaznamenala mimořádný úspěch.
V srpnu 2017 se poprvé představila v titulní roli Verdiho opery Aida, a to v rámci Salcburského festivalu. V této souvislosti (avšak nikoliv poprvé) byl zaznamenán posun jejích hlasových schopností směrem k rolím pro dramatický soprán.

### Přerušení pěvecké dráhy po ruské invazi na Ukrajinu
Netrebko byla známá jako přítelkyně a podporovatelka ruského prezidenta Vladimira Putina. Byla mezi umělci, kteří podpořili jeho znovuzvolení v roce 2012. V roce 2014 podpořila anexi ukrajinského Krymu.[zdroj⁠?!] Téhož roku se v okupovaném Doněcku vyfotila s mluvčím konfederace Novorusko držíce vlajku, této organizace vzbouřenců, a předala mu šek na milion rublů (zhruba 426 000 korun) pro Doněcké národní akademické divadlo opery a baletu. Své 50. narozeniny oslavila v Kremlu.
Krátce po zahájení ruské invaze na Ukrajinu v únoru 2022 válku odsoudila: „Mám na Ukrajině mnoho přátel a ta bolest a utrpení mi trhají srdce. Chci, aby tato válka skončila a lidé žili v míru.“ Zároveň však kritizovala tendenci nutit umělce, aby veřejně vyjadřovali své politické názory a odsuzovali svou vlast. Následně v posléze smazaném příspěvku na Instagramu toto rozvedla, s tím že takové nucení je od lidí ze Západu opovrženíhodné, neférové a pokrytecké (použila i vulgární výraz), tito lidé jsou podle ní zlí jako slepí agresoři.
Když newyorská Metropolitní opera Annu Netrebko vyzvala, aby se od Putina distancovala, umělkyně se v tomto smyslu odmítla vyjádřit. Podle deníku The New York Times tak bylo vyloučené, že by se objevila v programu Metropolitní opery během nejbližších sezon. „Těžko si představit okolnosti, za kterých by se do Metropolitní opery mohla kdykoliv vrátit,“ řekl ředitel opery Peter Gelb. V chystané inscenaci Pucciniho opery Turandot ji nahradila ukrajinská sopranistka Ljudmila Monastyrská. Vystoupení ruské umělkyni zrušil i ředitel Bavorské státní opery v Mnichově. Svá další koncertní vystoupení, např. v milánské La Scale, pak do odvolání zrušila sama Netrebko.
Koncem března 2022, v závěru Kyjevské ofenzívy, pak vydala další prohlášení, ve kterém odsoudila ruskou invazi na Ukrajinu a uvedla, že nechce být spojována Vladimirem Putinem. Po tomto prohlášení byla označována v Rusku jako zrádce a její vystoupení v Rusku byla zrušena. Jako zrádkyni jí označil i Vjačeslav Volodin, předseda Putinem ovládané Státní dumy.
V červnu 2022 v rozhovoru pro německý týdeník Die Zeit uvedla, že byla ruskou invazí na Ukrajinu šokována a nemyslí si, že to co se děje v Rusku je správné a neplánuje v Rusku v blízké době vystupovat. Zároveň se však i nadále cítí být Ruskou, která má ráda svou zemi, kulturu i lidi. Dále prohlásila, že se nikdy necítila být blízká Vladimiru Putinovi, ale když byla Metropolitní operou v New Yorku vyzvána, aby se od něj distancovala, tak to odmítla s tím, že to jako ruský občan nemůže udělat, když Putin je stále ruským prezidentem.
V dubnu 2022 zpívala v opeře v Monte Carlu, v květnu 2022 ve Philharmonie de Paris, v září 2022 zpívala ve Vídeňské státní opeře, v červnu 2023 vystoupila ve  veronské aréně, v červenci 2023 v Římě. V září 2023 se představila v Berlínské státní opeře rolí Lady Macbeth z opery Macbeth. Před operou protestovaly stovky proukrajinských demonstrantů. Tchajwanský Národní symfonický orchestr jejich společný koncert, který se měl konat v březnu 2023, zrušil z důvodu obav z reakce veřejnosti.
V červnu 2022 zažalovala Metropolitní operu za zrušení její smlouvy v únoru 2022. V následné arbitráži získala v březnu 2023 odškodnění ve výši 200 tis. dolarů, když arbitr uvedl, že není pochyb o tom, že byla příznivcem Putina a má právo jim být a nejde o morální ubohost či žalovatelné pochybení. Zároveň má však zaplatit pokutu ve výši 30 tis. dolarů za své nevhodné příspěvky na sociálních sítích (zejm. výše uvedený s přirovnáním ke slepým agresorům).
Netrebko a operní festival ve Veroně čelily silné kritice v červenci 2022, když si Netrebko v opeře Aida od Giuseppe Verdiho v roli etiopské princezny Aidy začerňovala obličej divadelním make-upem blackface. Operní zpěvačka Angel Blue obvinila festival ve Veroně z rasismu.
V říjnu 2023 měla vystoupit v pražském Obecním domě. Část politiků i veřejnosti připravovaný koncert kritizovala, s odkazem na její dřívější podporu Putinova režimu. Netrebkové se zastal bývalý ministr zahraničí a kultury Lubomír Zaorálek, který uvedl, že se po ruské invazi na Ukrajinu od Putinova režimu distancovala. Se zrušením nesouhlasil ani ředitel Obecního domu Vlastimil Ježek. Politické vedení vládnoucí koalice Prahy vyjádřilo v srpnu 2023 nesouhlas s pořádáním koncertu. Ve společném prohlášení pak 17. srpna 2023 organizátoři s představenstvem Obecního domu oznámili zrušení vystoupení bez nároku pěvkyně na kompenzace, v důsledku politického tlaku a zjitřené společenské atmosféry, které proměnily uměleckou podstatu recitálu.

## Ohlas v médiích

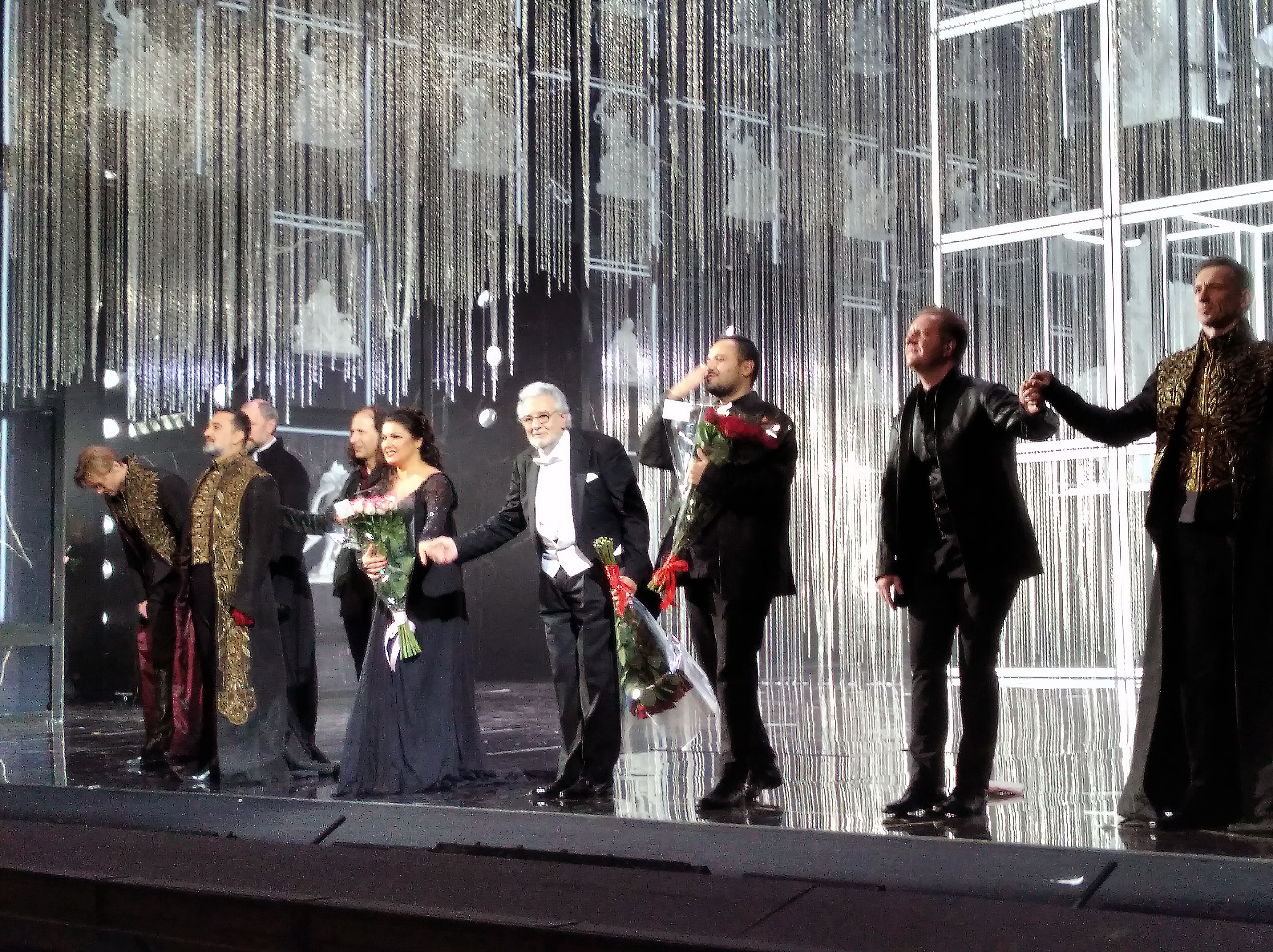
Netrebko a Plácido Domingo v Bolšoj těatr v Moskvě 12. října 2021

V roce 2007 zařadil americký časopis Time Annu Netrebko na třetí místo mezi 100 nejvýraznějšími lidmi z oblasti umění a zábavy. Zdůvodnil to jejím velkým ohlasem v médiích, která neúnavně mapovala její zálibu ve vysoké módě (haute couture), ale především ohromující plností a silou jejího hlasu i hereckými schopnostmi.
S poukazem na nádheru hlasu a dramatickou intenzitu pěveckého výrazu ji Christopher Porterfield v časopise Time přirovnal k Marii Callasové.

## Ocenění

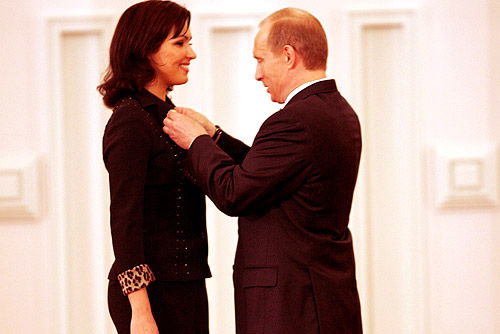
Ruský prezident Vladimir Putin předává Anně Netrebko Státní cenu Ruské federace (2004)

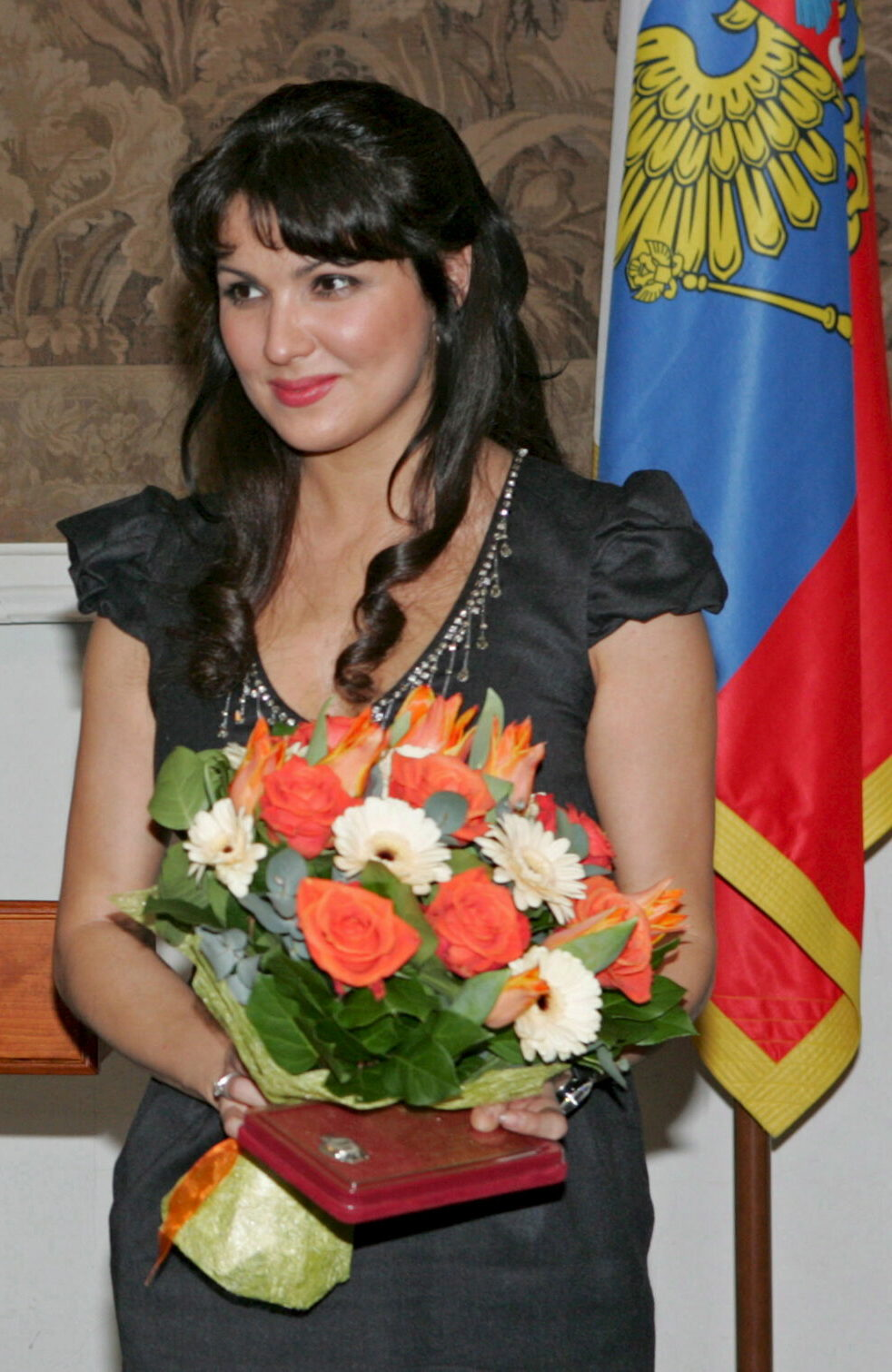
Anna Netrebko obdržela v roce 2008 v Petrohradu titul lidová umělkyně Ruska

Anna Netrebko je nositelkou řady cen a titulů. V roce 2004 jí prezident Vladimir Putin udělil Státní cenu Ruské federace, v roce 2008 obdržela titul lidové umělkyně Ruské federace při příležitosti oslav 225. výročí založení Mariinského divadla.

## Diskografie

### CD
- 2003: Opera Arias, dirigent: Gianandrea Noseda, Wiener Philharmoniker
- 2004: Sempre Libera, dirigent: Claudio Abbado, Mahler Chamber Orchestra, Deutsche Grammophon, Nr. 00289 474 8002
- 2005: Violetta – árie a duety z opery La traviata
- 2005: La traviata. Celá opera (Verdi). Dt. Grammophon.
- 2006: Das Mozart – album
- 2006: The Russian – album
- 2007: Duety – s Rolandem Villazónem
- 2007: Figarova svatba – celá opera (Wolfgang Amadeus Mozart), živá nahrávka ze Salcburského festivalu 2006
- 2007: Opera
- 2008: Souvenirs – album
- 2008: Bohéma – celá opera (Giacomo Puccini), koncertní nahrávka s Rolandem Villazónem, Mnichov 2007
- 2009: I Capuleti e i Montecchi – celá opera (Vincenzo Bellini), s Elīnou Garanča, live Wiener Konzerthaus 2008
- 2009: Anna - The best of Anna Netrebko[61]
- 2010: In the Still of Night – Netrebko, dirigent: Daniel Barenboim
- 2010: Rossini: Stabat Mater – Netrebko, Joyce DiDonato, Brownlee, d'Arcangelo
- 2013: Verdi: Anna Netrebko, dirigent Gianandrea Noseda, Orchestra del Teatro Regio di Torino[62]
- 2016: Verismo, dirigent: Antonio Pappano
- 2017: Romanza, společně s Jusifem Ajvazovem
- 2021: Amata dalle tenebre, dirigent: Riccardo Chailly, Orchestra del Teatro alla Scala

### DVD
- 1995: Ruslan a Ludmila – celá opera od Michaila Glinky (Ludmila)
- 1998: Zásnuby v klášteře – celá opera Sergeje Prokofjeva (Luisa)
- 2004: Gala From St. Petersburg
- 2004: The Woman, The Voice
- 2006: La traviata – celá opera (Giuseppe Verdi), živá nahrávka ze Salcburského festivalu 2005 (Violetta)
- 2006 Nápoj lásky – celá opera od Gaetana Donizettiho, živá nahrávka v produkci Vídeňské státní opery, 2005 (Adina)
- 2006: Das Waldbühnenkonzert aus Berlin – Anna Netrebko, Rolando Villazón, Plácido Domingo (koncert z Berlína)
- 2007: Figarova svatba – celá opera od W. A. Mozarta, živá nahrávka ze Salcburského festivalu 2006 (Zuzanka)
- 2007: Die Operngala der Stars – živá nahrávka koncertu z Baden-Badenu
- 2007: I Puritani – celá opera (Vincenzo Bellini), Metropolitní opera, New York
- 2011: Anna Bolena. Celá opera od Gaetana Donizettiho. Zpívají: Anna Netrebko, Ildebrando D'Arcangelo a Elīna Garanča. Dirigent: Evelino Pidò, orchestr a sbor Vídeňské státní opery. Deutsche Gramophon, DDD 0440 073 4725 6 GH2.

## Filmografie
- 2004: Deník princezny 2: Královské povinnosti – sama sebe, vystoupení v zámecké zahradě zámku v Genovie při oslavách princezniných zásnub